# Spomenik madžarskemu vojaku
Madžarski huzar Rostás Pál je leta 1813 padel v bitki s francosko vojsko. Leta 1845 so mu tovariši postavili spomenik ob cerkvi Marije Tolažnice v Budanjah (na cesti Vipava-Ajdovščina). Po prvi svetovni vojni je bil spomeni uničen, obnovili so ga ob 200 letnici njegove smrti leta 2013.
Madžarski pesnik in častnik Franc Virághalmi mu je v zahvalo napisal pesem.

### Besedilo na spomeniku
Na podstavku spomenika sta besedili v madžarščini in nemščini, ob spomeniku pa je tabla s prevodom v slovenščino in angleščino.
Spomenik je posvečen Rostásu Pálu, junaškemu huzarju cesarsko-kraljevega 5. huzarskega regimenta, ki je 3. oktobra 1813 na mestu spomenika, sam s štirimi tovariši, neustrašno napadel položaj umikajoče se sovražne francoske vojske, in se je obkoljen s 60 pešaki in 7 konjeniki tri-četrt ure boril, hrabro kot Leonidas, dokler ni 30-krat zadet žrtvoval svojega življenja za kralja in domovino. Spomenik je postavil isti regiment v znak hvaležnosti junaškim tovarišem.

## Galerija
- Ponazoritvenik stoji od kipu na dan otvoritve spomenika 15. novembra 2013
- Pogled od daleč
- Načrt spomenika, ki ga je izdelal Karl Seppenhoffer